# Bán Csaba Attila
Bán Csaba Attila (Budapest, 1965. augusztus 13. –) a Hódmezővásárhely-Ótemplomi Református Egyházközség lelkipásztora, a Bethlen Gábor Református Gimnázium tanára.

## Életpályája
1979-től a Debreceni Református Kollégium tanulója volt; végzős diákként diákkiszállásokat szervezett. 1983-tól a Budapesti Református Teológiai Akadémia hallgatója volt; a négy utolsó szemeszterben a diákszeminárium vezetője volt. 1988–1990 között segéd-, majd beosztott lelkész volt a Budapesti Kálvin Téri Református Egyházközségben. 1990-ben Berlinben diakóniai szolgálatot végett egy idősotthonban. 1991–1992 között a Berni Egyetem Evangélikus Teológiai Akadémiáján HEKS ösztöndíjas vendéghallgató volt. 1992–2005 között Nagybajomban és környékén lelkipásztor, egyházmegyei tanácsos, egyházkerületi tag, valamint a csurgói Csokonai Vitéz Mihály Református Kollégium Igazgatótanácsának tagja volt. 2003-ban a Károli Gáspár Református Egyetemen középiskolai református vallástanár diplomát szerzett. 2005-től a Hódmezővásárhely-Ótemplomi Református Egyházközség lelkipásztora. 2012-ben az Ótemplom felújítását szervezte meg. 2015-ben az Aranyossy Ágoston Református Óvoda és Általános Iskola átvételét szervezte meg. 2017-ben a Miskolci Egyetemen közoktatásvezető és pedagógus szakvizsgát tett.

## Családja
Szülei: Bán Béla református lelkipásztor és Ürmössy Magdolna könyvelő. Testvérei: ifj. Bán Béla református lelkipásztor és Bán Magdolna könyvtárvezető. Felesége Bányai Zsófia könyvelő. Négy gyermekük született: Csaba Sándor (1995), Blanka Zsófia (1997), Csenge Réka és Benedek Levente (2001).

## Díjai
- Magyar Arany Érdemkereszt polgári tagozata (2020)[1]